# Liste der Kulturdenkmale in Berkenthin
In der Liste der Kulturdenkmale in Berkenthin sind alle Kulturdenkmale der schleswig-holsteinischen Gemeinde Berkenthin (Kreis Herzogtum Lauenburg) aufgelistet (Stand: 10. März 2025).

## Legende
In den Spalten befinden sich folgende Informationen:
- Objekt-ID: die Nummer des Kulturdenkmales
- Lage: die Adresse des Kulturdenkmales und die geographischen Koordinaten. Kartenansicht, um Koordinaten zu setzen. In der Kartenansicht sind Kulturdenkmale ohne Koordinaten mit einem roten Marker dargestellt und können in der Karte gesetzt werden. Kulturdenkmale ohne Bild sind mit einem blauen Marker gekennzeichnet, Kulturdenkmale mit Bild mit einem grünen Marker.
- Offizielle Bezeichnung: Bezeichnung des Kulturdenkmales
- Beschreibung: die Beschreibung des Kulturdenkmales
- Bild: ein Bild des Kulturdenkmales

## Sachgesamtheiten
| Objekt-ID      | Lage                                                | Offizielle Bezeichnung             | Beschreibung | Bild                             |
| -------------- | --------------------------------------------------- | ---------------------------------- | --- | -------------------------------- |
| 35327 Wikidata | Kirchenstraße (53° 43′ 49″ N, 10° 38′ 52″ O)        | Maria-Magdalenen-Kirche Berkenthin | Aktualisierung vorgesehen - Begründung: geschichtlich, künstlerisch, städtebaulich, Kulturlandschaft prägend - Schutzumfang: Maria-Magdalenen-Kirche mit Ausstattung, Kirchhof, Grabmale bis 1870, Granit-Böschungsmauer | weitere Fotos \| Fotos hochladen |
| 35305 Wikidata | Kählstorf 10 (53° 44′ 57″ N, 10° 39′ 6″ O)          | Hofstelle Kählstorf 10             | Hofstelle Kählstorf 10; 19./20. Jh.; Hofstelle aus Backsteinhallenhaus, beigeordnetem Wirtschaftsgebäude in Backstein und Fachwerkscheune, reetgedeckte Walm- bzw. Halbwalmdächer, Baumreihe aus vier Linden - Begründung: geschichtlich, Kulturlandschaft prägend - Schutzumfang: Backsteinhallenhaus, Fachwerkscheune, Wirtschaftsgebäude, Baumreihe | BW                               |
| 35331          | Ratzeburger Straße 9 (53° 43′ 59″ N, 10° 39′ 6″ O)  | Hofanlage Ratzeburger Straße 9     | Hofanlage Ratzeburger Straße 9; 1896; Hofanlage aus Wohn- und Wirtschaftsgebäude mit Anbau, Scheune, Remise, Gartenpavillon und Einfriedung - Begründung: geschichtlich, städtebaulich, Kulturlandschaft prägend - Schutzumfang: Wohn- und Wirtschaftsgebäude mit Gartenpavillon, Einfriedung; Scheune, Remise                                         | BW                               |
| 35328          | Ratzeburger Straße 30 (53° 43′ 49″ N, 10° 39′ 4″ O) | Hofanlage Gebert                   | Hofanlage Gebert; 1800, 19. Jh.; Hofanlage aus Wohn- und Wirtschaftsgebäude und Durchfahrtscheune in Fachwerk mit Reetdeckung - Begründung: geschichtlich, städtebaulich, Kulturlandschaft prägend - Schutzumfang: Haupthaus, Durchfahrtscheune | BW                               |

## Bauliche Anlagen und Gründenkmale
| Objekt-ID      | Lage                                                    | Offizielle Bezeichnung                  | Beschreibung | Bild            |
| -------------- | ------------------------------------------------------- | --------------------------------------- | --- | --------------- |
| 55 Wikidata    | Kählstorf 10 (53° 44′ 57″ N, 10° 39′ 6″ O)              | Backsteinhallenhaus                     | Backsteinhallenhaus; Anfang 20. Jh.; Backsteinbau mit reetgedecktem Walmdach, Wirtschaftsteil mit korbbogigem Dielentor, Wohnteil mit zweigeschossigem Kammerfach - Begründung: geschichtlich, Kulturlandschaft prägend - Schutzumfang: gesamtes Objekt - Denkmaltyp: Bauliche Anlage, Sachgesamtheit: Hofstelle Kählsdorf 10                                                                       | BW              |
| 570 Wikidata   | Kirchenstraße (53° 43′ 49″ N, 10° 38′ 52″ O)            | Maria-Magdalenen-Kirche mit Ausstattung | Alteintragung (Aktualisierung vorgesehen) - Begründung: geschichtlich, künstlerisch, Kulturlandschaft prägend - Schutzumfang: gesamtes Objekt - Denkmaltyp: Bauliche Anlage, Sachgesamtheit: Maria-Magdalenen-Kirche Berkenthin | Fotos hochladen |
| 12569 Wikidata | Kirchenstraße (53° 43′ 49″ N, 10° 38′ 53″ O)            | Kirchhof                                | Alteintragung (Aktualisierung vorgesehen) - Begründung: geschichtlich, Kulturlandschaft prägend - Schutzumfang: Kirchhof, Grabmale bis 1870, Granit-Böschungsmauer - Denkmaltyp: Gründenkmal, Sachgesamtheit: Maria-Magdalenen-Kirche Berkenthin | Fotos hochladen |
| 28560          | Kirchenstraße, Am Schart (53° 43′ 48″ N, 10° 38′ 46″ O) | Kirchsteigbrücke                        | Kirchsteigbrücke; 1899; filigrane, genietete Stahlfachwerkkonstruktion, überquert als Stabbogenbrücke mit 44,77 Meter Stützweite den Elbe-Lübeck-Kanal. - Begründung: geschichtlich, technisch, Kulturlandschaft prägend - Schutzumfang: gesamtes Objekt - Denkmaltyp: Bauliche Anlage | Fotos hochladen |
| 35332          | Ratzeburger Straße 9 (53° 43′ 59″ N, 10° 39′ 6″ O)      | Wohn- und Wirtschaftsgebäude            | Wohn- und Wirtschaftsgebäude; 1896; zweigeschossiges, giebelständiges Backsteinhallenhaus mit Anbau und flach geneigtem Satteldach, mit Gartenpavillon und Einfriedung - Begründung: geschichtlich, städtebaulich, Kulturlandschaft prägend - Schutzumfang: Wohn- und Wirtschaftsgebäude, Gartenpavillon, Einfriedung - Denkmaltyp: Bauliche Anlage, Sachgesamtheit: Hofanlage Ratzeburger Straße 9 | BW              |
| 35329          | Ratzeburger Straße 9 (53° 43′ 59″ N, 10° 39′ 6″ O)      | Haupthaus                               | Hofanlage Gebert; 1800, 19. Jh.; Hofanlage aus Wohn- und Wirtschaftsgebäude und Durchfahrtscheune in Fachwerk mit Reetdeckung - Begründung: geschichtlich, städtebaulich, Kulturlandschaft prägend - Schutzumfang: gesamtes Objekt - Denkmaltyp: Bauliche Anlage, Sachgesamtheit: Hofanlage Gebert                                                                                                  | BW              |